# Лавров, Иван Васильевич
Ива́н Васи́льевич Лавро́в (1803 — июнь 1869; по данным ЭСБЕ — 1804—1870) — русский агроном, самоучка.

## Биография
Лавров Иван Васильевич происходит из дворян Болховского уезда Орловской губернии. Служил в кавалерии, в конце 20-х годов вышел в отставку штабс-ротмистром.
После отставки поселился в деревне, активно занялся агрономией. Для приобретения первоначальных агрономических сведений Лавров читал сочинения по агрономии, тщательно изучил специальную литературу и стал выдающимся практиком сельского хозяйства.
Иван Васильевич был одним из пионеров по распространению культивирования пшеницы и благодаря упорству достиг успеха, активно борясь со сторонниками старинного хозяйства, признававших только рожь, овёс и трёхпольное хозяйство. Лавров также был корреспондентом учёного комитета Министерства государственного имущества и имел несколько медалей от министерства за выставленные экспонаты на сельскохозяйственных выставках.
Гостями Лаврова были все образованные помещики из его соседей. Его поместье посещали такие личности, как Иван Сергеевич Тургенев, Василий Петрович Боткин и другие.

## Публикации
Напечатав в разных изданиях несколько специальных заметок и обширную статью «О начальных занятиях хозяина-землевладельца», Иван Васильевич Лавров опубликовал в 1841 году Отечественных Записках «Отчёт за одиннадцать лет о ходе и произведениях болховского хозяйства». В этом ряде статей обрисован сельскохозяйственный быт России. «Отчёт за одиннадцать лет о ходе и произведениях болховского хозяйства» был тепло принят и привлёк внимание публики и критики того времени. В этой статье описано сельское хозяйство окрестностей Болхова, а также взаимоотношения крестьян и помещиков.
- 1849 год — Лавров издал «Полное руководство к уходу за рогатым скотом» — сочинение, долго остававшееся одним из лучших трудов по агрономии. За этот труд Лавров получил золотую медаль от министерства государственного имущества[1].
- 1852 год — «О причинах неудовлетворительного состояния земледелия у крестьян средней полосы России и о средствах к улучшению его» в International Baccalaureate[3].
- 1853 год — «Практическое руководство к возведению герардовских построек» в Журнале Министерства Государственных Имуществ[1].